# William Barrett
William Barrett (30 de diciembre de 1913-8 de septiembre de 1992) fue un profesor de filosofía Estados Unidos de la New York University desde el año 1950 hasta el 1979.

## Historia
Empezó precozmente sus estudios universitarios en la City College of New York cuando tenía 15 años. Se doctoró en Filosofía en la Columbia University. Fue un editor del Partisan Review y después fue crítico literario en la revista The Atlantic Monthly. Fue bien conocido por sus obras filosóficas para gente no especializada. Quizá sus obras más conocidas fueron Irrational Man: A Study in Existencial Philosophy y The Illusion of Tehcnique, las cuales aún se editan.
Como muchos intelectuales de su generación, Barrett coqueteó con el marxismo antes de volver sus energías a promover lecturas introductorias a las escuelas filosóficas europeas, remarcándose el existencialismo. Irrational Man se mantiene como una de las mejores aproximaciones al existencialismo en inglés.
Barrett fue un buen amigo de la poeta Delmore Schwartz durante muchos años. Conocía muchas figuras literarias de la época, incluyendo a Edmund Wilson, Philip Rahv, y Albert Camus. Estaba profundamente influido por la filosofía de Nietzsche, Kierkegaard y Heidegger, y fue editor del erudito en budismo zen DT Suzuki. En cuanto a ficción, sus gustos estaban entre los grandes rusos, especialmente Dostoievski. Tuvo dos hijos, Susan y Michael Barrett, fruto del matrimonio con Juliet Bigney Barrett, y abuelo de Madeleine, Natalie, Keegan, Kyra, y Rian. Barrett también fue padre de Ellen (Nell), en su segundo matrimonio con Margaret Barrett Merrick, y abuelo de Georgia y Clinton.
Enunció la Ley de Barret: «No todo el que pueda leer la producción de los escritores académicos es un experto en campos tratados».

## Obra
- What Is Existentialism? (1947), Partisan Review, 1964 Random House edition: ISBN 0-394-17388-0
- Irrational Man: A Study in Existential Philosophy (1958), Doubleday, Anchor Books paperback (1962): ISBN 978-0-385-03138-7
- Philosophy in the Twentieth Century (1962), four volumes, William Barrett and Henry D. Aiken, editors, Random House
- Time of Need: Forms of Imagination in the Twentieth Century (1972), Harper Bros. ISBN 0-06-131754-3
- The Illusion of Technique: A Search for Meaning in a Technological Civilization (1979), Doubleday, ISBN 978-0-385-11202-4
- The Truants: Adventures Among the Intellectuals (1982), a memoir, Doubleday, ISBN 978-0-385-17328-5
- Death of the Soul: From Descartes to the Computer (1986), Doubleday, ISBN 978-0-385-17327-8